# Irlanda en la Copa Mundial de Rugby
La selección de rugby de Irlanda participó en todas las ediciones de la Copa del Mundo de Rugby. Clasificando automáticamente a todos los torneos al alcanzar los cuartos de final en la anterior copa mundial, a excepción de las ediciones de 1999 y Francia 2007.
El XV del Trébol a pesar de su historia, nunca consiguió avanzar a semifinales y fue eliminada en primera fase en dos oportunidades, en las ediciones de Gales 1999 y Francia 2007 ambas por Argentina.

## Nueva Zelanda 1987

### Plantel
Entrenador: Mick Doyle

### Participación

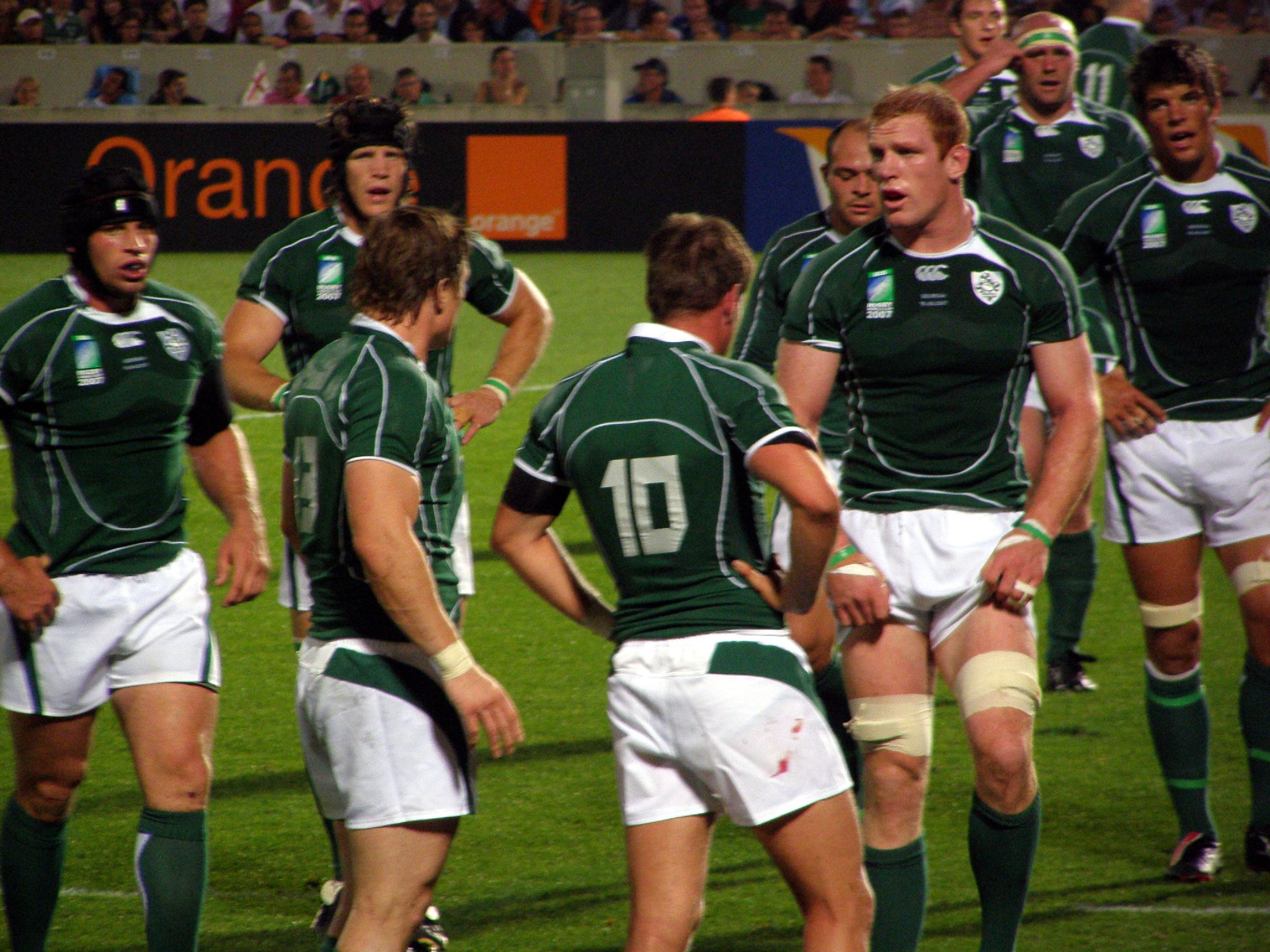
Segundo partido: contra Georgia (14–10).

#### Grupo B
| Equipo  | Jug. | Gan. | Emp. | Perd. | A favor | En contra | Puntos |
| ------- | ---- | ---- | ---- | ----- | ------- | --------- | ------ |
| Gales   | 3    | 3    | 0    | 0     | 82      | 31        | 6      |
| Irlanda | 3    | 2    | 0    | 1     | 84      | 41        | 4      |
| Canadá  | 3    | 1    | 0    | 2     | 65      | 90        | 2      |
| Tonga   | 3    | 0    | 0    | 3     | 29      | 98        | 0      |

#### Cuartos de final
| 7 de junio de 1987 | Australia                                                       | 33 – 15 | Irlanda                                               | Concord Oval, Sídney,                |                                      |
|                    | Tries: Burke (2) McIntyre Smith Con: Lynagh (4) Pen: Lynagh (3) |         | Tries: MacNeill Kiernan Con: Kiernan (2) Pen: Kiernan | Árbitro(s): Brian Anderson (Escocia) | Árbitro(s): Brian Anderson (Escocia) |

## Inglaterra 1991

### Plantel
Entrenador: Ciaran Fitzgerald

### Participación

#### Grupo B
| Equipo   | Gan. | Emp. | Per. | A favor | En contra | Puntos |
| -------- | ---- | ---- | ---- | ------- | --------- | ------ |
| Escocia  | 3    | 0    | 0    | 122     | 36        | 9      |
| Irlanda  | 2    | 0    | 1    | 102     | 51        | 7      |
| Japón    | 1    | 0    | 2    | 77      | 87        | 5      |
| Zimbabue | 0    | 0    | 3    | 31      | 158       | 3      |

#### Cuartos de final
| 20 de octubre de 1991 | Local | vs. | Visita |                                 |  |
|                       |       |     |        | Asistencia: 54,500 espectadores |  |

## Sudáfrica 1995

### Plantel
Entrenador: Gerry Murphy

### Participación

#### Grupo C

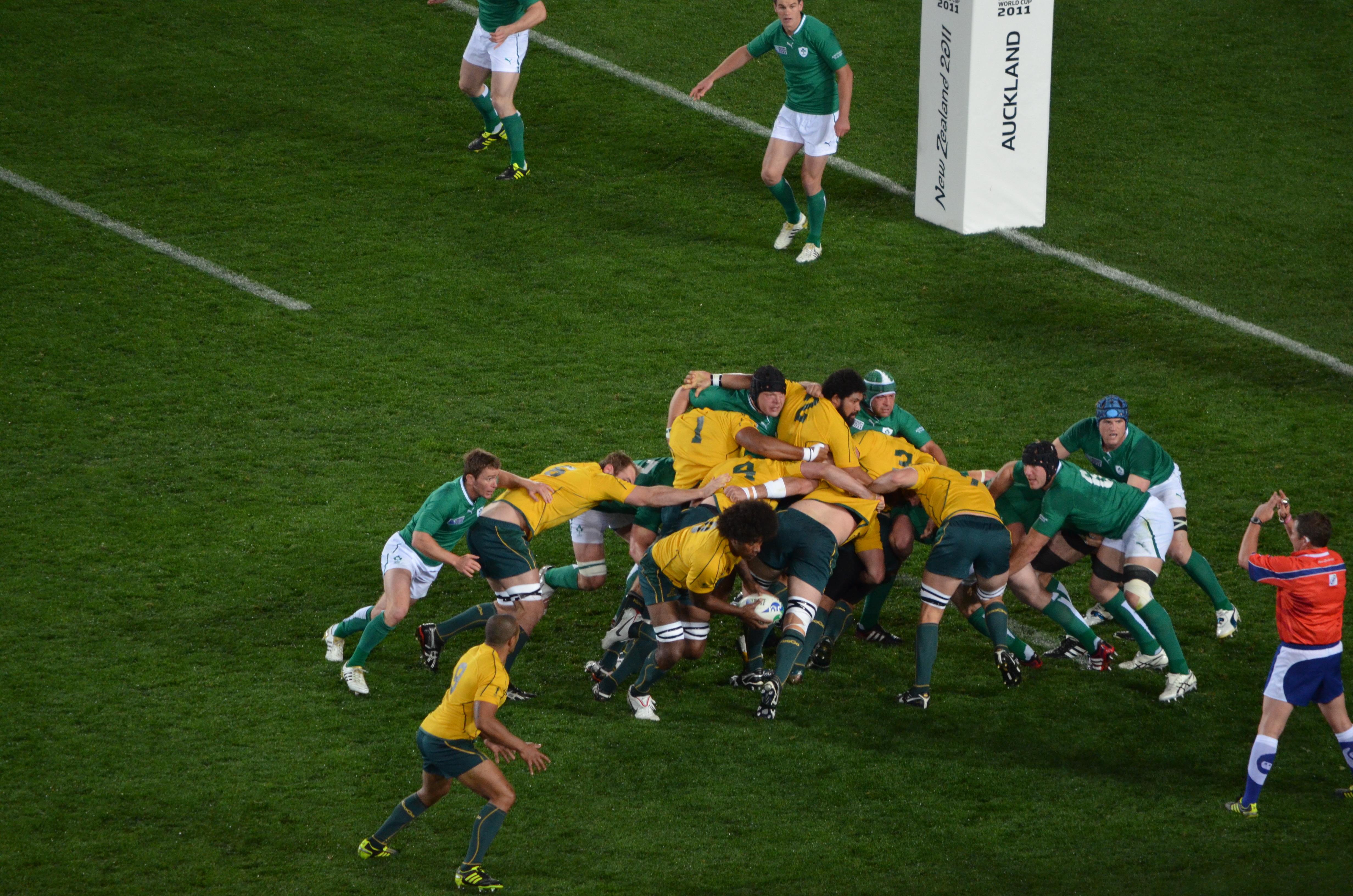
Irlanda venció a la selección de Australia y consiguió ganar su grupo.

| Equipo        | Gan. | Emp. | Perd. | A favor | En contra | Puntos |
| ------------- | ---- | ---- | ----- | ------- | --------- | ------ |
| Nueva Zelanda | 3    | 0    | 0     | 225     | 45        | 9      |
| Irlanda       | 2    | 0    | 1     | 93      | 94        | 7      |
| Gales         | 1    | 0    | 2     | 89      | 68        | 5      |
| Japón         | 0    | 0    | 3     | 55      | 252       | 3      |

#### Cuartos de final
| 10 de junio de 1995 | Local | vs. | Visita |  |  |

## Gales 1999

### Plantel
Entrenador:  Warren Gatland

### Participación

#### Grupo E
| Equipo         | Gan. | Emp. | Per. | A favor | En contra | Puntos |
| -------------- | ---- | ---- | ---- | ------- | --------- | ------ |
| Australia      | 3    | 0    | 0    | 135     | 31        | 6      |
| Irlanda        | 2    | 0    | 1    | 100     | 45        | 4      |
| Rumania        | 1    | 0    | 2    | 50      | 126       | 2      |
| Estados Unidos | 0    | 0    | 3    | 52      | 135       | 0      |

#### Play-offs (octavos de final)
|  | Local | vs. | Visita |  |  |

## Australia 2003

### Plantel
Entrenador: Eddie O'Sullivan

### Participación

#### Grupo A
| Equipo    | Gan. | Emp. | Per. | A favor | En contra | Extra | Puntos |
| --------- | ---- | ---- | ---- | ------- | --------- | ----- | ------ |
| Australia | 4    | 0    | 0    | 273     | 32        | 2     | 18     |
| Irlanda   | 3    | 0    | 1    | 141     | 56        | 3     | 15     |
| Argentina | 2    | 0    | 2    | 140     | 57        | 3     | 11     |
| Rumania   | 1    | 0    | 3    | 65      | 192       | 1     | 5      |
| Namibia   | 0    | 0    | 4    | 28      | 310       | 0     | 0      |

#### Cuartos de final
| 9 de noviembre | Local | vs. | Visita |  |  |

## Francia 2007

### Plantel
Entrenador: Eddie O'Sullivan
Forwards
| - Neil Best - Rory Best - Simon Best - Simon Easterby | - Stephen Ferris - Jerry Flannery - John Hayes - Marcus Horan | - Denis Leamy - Donncha O'Callaghan - Paul O'Connell - Malcolm O'Kelly | - Alan Quinlan - Frankie Sheahan - David Wallace - Bryan Young |

Backs
| - Isaac Boss - Brian Carney - Gordon D'Arcy | - Girvan Dempsey - Gavin Duffy - Denis Hickie | - Shane Horgan - Geordan Murphy - Brian O'Driscoll - Ronan O'Gara | - Eoin Reddan - Peter Stringer - Andrew Trimble - Paddy Wallace |

### Participación
Grupo D
| Posición | Equipo    | Partidos | Partidos | Partidos  | Partidos | Tantos  | Tantos    | Tantos     | Puntos bonus | Puntos |
| Posición | Equipo    | jugados  | ganados  | empatados | perdidos | a favor | en contra | diferencia | Puntos bonus | Puntos |
| -------- | --------- | -------- | -------- | --------- | -------- | ------- | --------- | ---------- | ------------ | ------ |
| 1        | Argentina | 4        | 4        | 0         | 0        | 143     | 33        | +110       | 2            | 18     |
| 2        | Francia   | 4        | 3        | 0         | 1        | 188     | 37        | +151       | 3            | 15     |
| 3        | Irlanda   | 4        | 2        | 0         | 2        | 64      | 82        | -18        | 1            | 9      |
| 4        | Georgia   | 4        | 1        | 0         | 3        | 50      | 111       | -61        | 1            | 5      |
| 5        | Namibia   | 4        | 0        | 0         | 4        | 30      | 212       | -182       | 0            | 0      |

## Nueva Zelanda 2011

### Plantel
Entrenador: Declan Kidney

### Grupo C
| Posición | Selección      | Partidos | Partidos | Partidos  | Partidos | Ensayos a favor | Tantos  | Tantos    | Tantos     | Puntos extra | Puntos |
| Posición | Selección      | jugados  | ganados  | empatados | perdidos | Ensayos a favor | a favor | en contra | diferencia | Puntos extra | Puntos |
| -------- | -------------- | -------- | -------- | --------- | -------- | --------------- | ------- | --------- | ---------- | ------------ | ------ |
| 1        | Irlanda        | 4        | 4        | 0         | 0        | 15              | 135     | 34        | +101       | 1            | 17     |
| 2        | Australia      | 4        | 3        | 0         | 1        | 25              | 173     | 48        | +125       | 3            | 15     |
| 3        | Italia         | 4        | 2        | 0         | 2        | 13              | 92      | 93        | −3         | 2            | 10     |
| 4        | Estados Unidos | 4        | 1        | 0         | 3        | 4               | 38      | 122       | −84        | 0            | 4      |
| 5        | Rusia          | 4        | 0        | 0         | 4        | 8               | 57      | 196       | −139       | 1            | 1      |

#### Cuartos de final
|  | Local | vs. | Visita |  |  |

## Inglaterra 2015

### Plantel
Entrenador: Joe Schmidt

### Participación

#### Grupo D
| Posición | Selección | Partidos | Partidos | Partidos  | Partidos | Tries a favor | Tantos  | Tantos    | Tantos     | Puntos extra | Puntos |
| Posición | Selección | jugados  | ganados  | empatados | perdidos | Tries a favor | a favor | en contra | diferencia | Puntos extra | Puntos |
| -------- | --------- | -------- | -------- | --------- | -------- | ------------- | ------- | --------- | ---------- | ------------ | ------ |
| 1        | Irlanda   | 4        | 4        | 0         | 0        | 16            | 134     | 35        | 99         | 2            | 18     |
| 2        | Francia   | 4        | 3        | 0         | 1        | 12            | 120     | 63        | 57         | 2            | 14     |
| 3        | Italia    | 4        | 2        | 0         | 2        | 7             | 74      | 88        | -14        | 2            | 10     |
| 4        | Rumania   | 4        | 1        | 0         | 3        | 7             | 60      | 129       | -69        | 0            | 4      |
| 5        | Canadá    | 4        | 0        | 0         | 4        | 7             | 58      | 131       | -73        | 2            | 2      |

#### Cuartos de final
|  | Local | vs. | Visita |  |  |

## Japón 2019
Clasificada.